# Fathers and Sons (ER)
Fathers and Sons is de zevende aflevering van het vierde seizoen van de televisieserie ER, die voor het eerst werd uitgezonden op 13 november 1997.

## Verhaal
Dr. Ross is naar Californië gegaan om zijn overleden vader te identificeren en zijn spullen op te halen. Dr. Greene is met hem meegegaan om hem morele steun te geven. Als zij daar zijn leren zij dat zijn vader een verrassend leven leidde, dit zet dr. Ross aan het denken over zijn eigen leven. Dr. Ross ontdekt dat de ouders van dr. Greene vlakbij wonen en besluit dan samen met dr. Greene hen op te zoeken. De moeder van dr. Greene is blij hen te zien maar het wordt al snel duidelijk dat dr. Greene en zijn vader een moeilijke relatie hebben. Als zij later terug zijn in hun motel krijgen zij een onverwachte bezoekster, het is Hathaway die haar vriend miste. 

## Rolverdeling

### Hoofdrol
- Anthony Edwards - Dr. Mark Greene
- Bonnie Bartlett - Ruth Greene
- John Cullum - David Greene
- George Clooney - Dr. Doug Ross
- Julianna Margulies - verpleegster Carol Hathaway

### Gastrol
- Patti Allison - motel manager
- Frank Califano - priester
- James Dalesandro - Mexicaanse man
- George 'Buck' Flower - Lamont
- Rick Cramer - McCormick
- Aldo Menjivar - Nacho

en vele andere